# Beyrède-Jumet
Beyrède-Jumet is een plaats en voormalige gemeente in het Franse departement Hautes-Pyrénées (regio Occitanie) en telt 200 inwoners (2004). De plaats maakt deel uit van het arrondissement Bagnères-de-Bigorre. Beyrède-Jumet is op 1 januari 2019 gefuseerd met de gemeente Camous tot de gemeente Beyrède-Jumet-Camous. 

## Geografie
De oppervlakte van Beyrède-Jumet bedraagt 16,0 km², de bevolkingsdichtheid is 12,5 inwoners per km².
De onderstaande kaart toont de ligging van Beyrède-Jumet met de belangrijkste infrastructuur en aangrenzende gemeenten.

## Demografie
Onderstaande figuur toont het verloop van het inwonertal (bron: INSEE-tellingen).